# Mario Prada
Mario Prada (Milano, 1894 – 1958) è stato un imprenditore e stilista italiano, fondatore del marchio Prada, casa di moda nota in tutto il mondo.

## Biografia
Milanese di origini calabresi e siciliane. Prada fondò la sua azienda nel 1913, aprendo un primo negozio in galleria Vittorio Emanuele II a Milano chiamato Fratelli Prada, in cui lavorava con il fratello Martino. I fratelli Prada producevano borse, bauli, scarpe, accessori in pelle, cristallo e argento. Nel 1919 Prada diventò il fornitore ufficiale di Casa Savoia, un ruolo di grande prestigio, che porterà in poco tempo i Fratelli Prada ad avere come clienti grandi famiglie milanesi, ma anche europee, fino a diventare un punto di riferimento della moda nazionale e internazionale per gli accessori di pelletteria.
Mario Prada, attivista dell’azione cattolica, porta documenti segreti a don Luigi Sturzo, perseguitato dai fascisti. Ecco perché le borse all’inizio dell’attività vengono realizzate con una serie di scomparti segreti, atti a conservare documenti che non dovevano essere trovati. Mario è il nonno di Miuccia Prada, che subentrò nella guida dell'azienda nel 1978.